# Orthostichopsis schiffneri
Orthostichopsis schiffneri är en bladmossart som beskrevs av Brotherus 1924. Orthostichopsis schiffneri ingår i släktet Orthostichopsis och familjen Pterobryaceae. Inga underarter finns listade i Catalogue of Life.